# اسسيس جوفانيز
اسسيس جوفانيز (24 أكتوبر 1989 في البرازيل - ) هو لاعب كرة قدم برازيلي في مركز حراسة المرمى. لعب مع فيتوريا دي غيماريش ونادي بيلينينسش ونادي فريموند ‏ وVitória S.C. B ‏ وديبورتيفا دي لوسادا ‏.

## روابط خارجية
- اسسيس جوفانيز على موقع قاعدة بيانات كرة القدم.إي يو (الإنجليزية)
- اسسيس جوفانيز على موقع Soccerway.com (الإنجليزية)
- اسسيس جوفانيز على موقع AS.com (الإسبانية)